# Rue Clavel
La rue Clavel est une rue parisienne du 19e arrondissement.

## Situation et accès

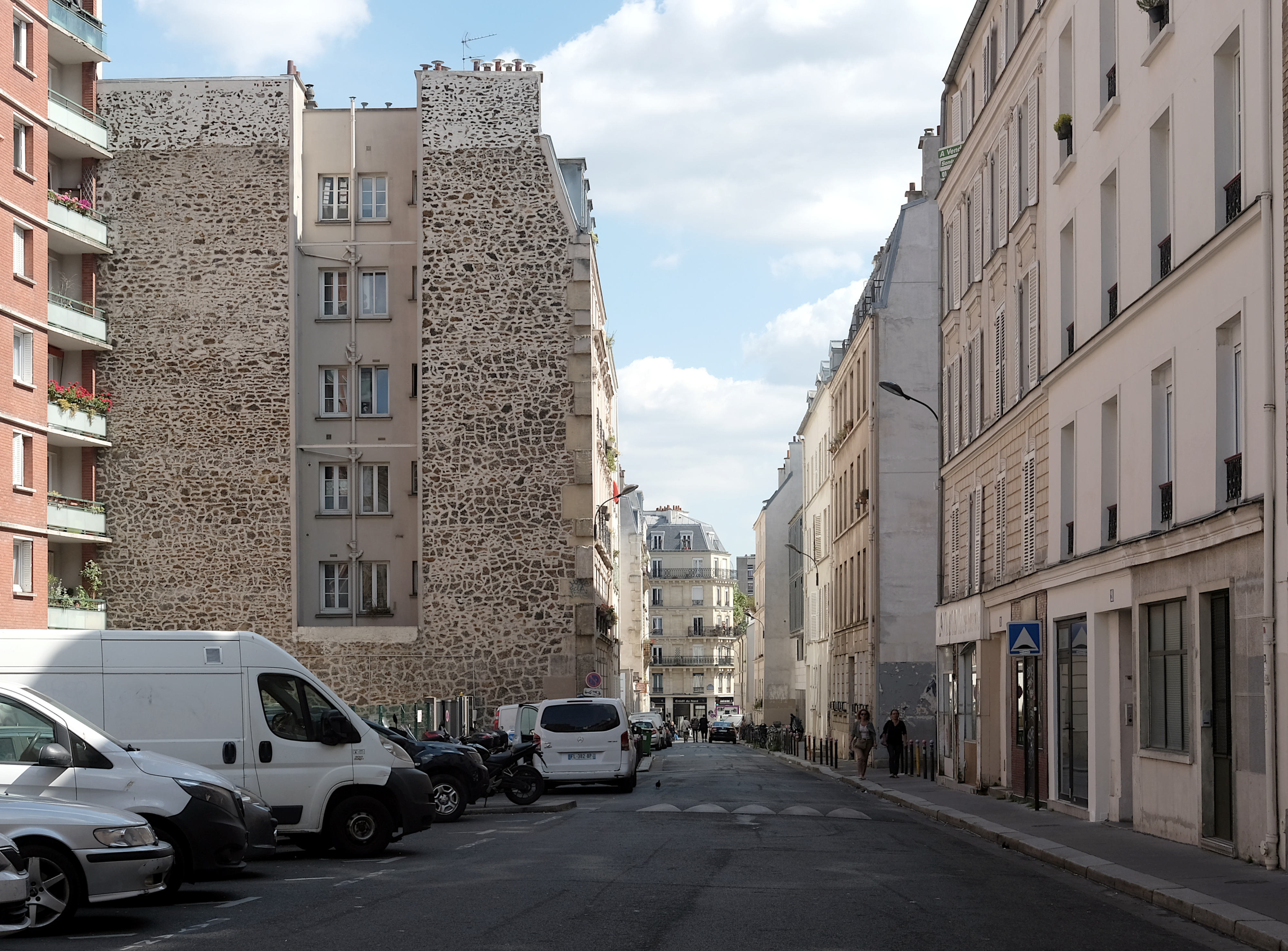
Rue Clavel en direction de la rue de Belleville.

La rue Clavel joint la rue de Belleville à la rue Fessart ; elle est desservie par les stations de métro Pyrénées et  Buttes-Chaumont.

## Origine du nom
Elle porte le nom du général de brigade Pierre Clavel (1773-1843) qui prit part à la défense des Buttes Chaumont et de Belleville en 1814 contre les Austro-Russes au parc des Bruyères, fut blessé et fait prisonnier le 30 mars 1814.

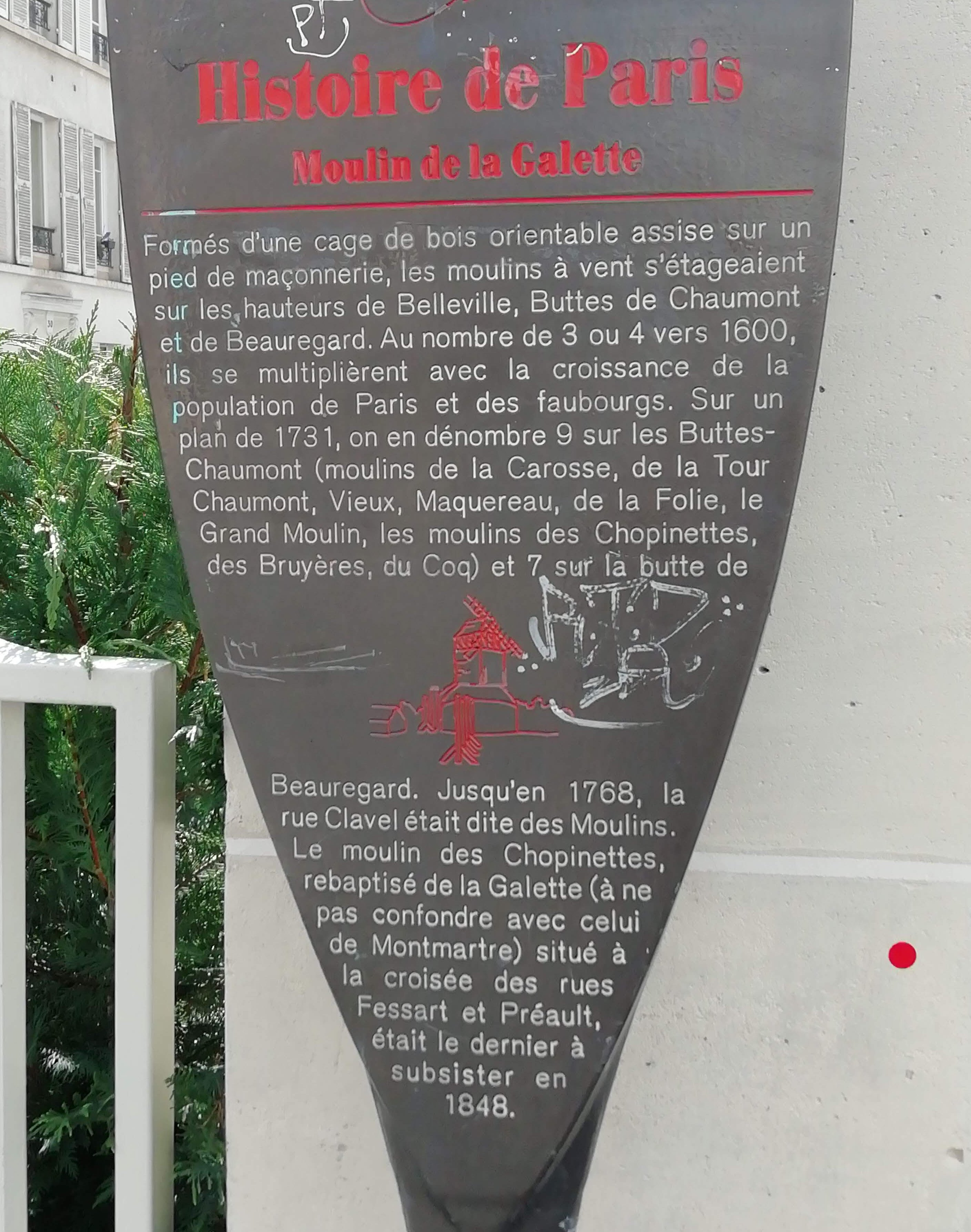
Panneau Histoire de Paris
« Moulin de la Galette ».

## Historique
On retrouve l’existence de cette voie sur le plan de Roussel de 1730 qui n'est encore qu'un chemin permettant l'accès à des terrains agricoles et des moulins. Il est successivement appelé « chemin des Meuniers » puis « chemin des Moulins », il mène en effet en 1746 à deux moulins de la butte de Chaumont : le moulins du Coq et le moulin des Bruyères. 
En 1812, ce chemin prend le nom de « rue des Moulins ».
À la fin des travaux d’aménagement du parc des Buttes-Chaumont, on lui donne sa dénomination actuelle par un décret du 10 août 1868 :
Décret du 10 août 1868
« Napoléon, etc., 

sur le rapport de notre ministre secrétaire d’État au département de l'Intérieur,
vu l'ordonnance du 10 juillet 1816 ;
vu les propositions de M. le préfet de la Seine ;
avons décrété et décrétons ce qui suit :
Article 15. — Les voies ci-après indiquées, situées dans le même arrondissement, prendront les dénominations suivantes :
rue de Dunkerque recevra le nom de rue Dampierre ;
rue des Moulins recevra le nom de rue Clavel ;
rue de Boulogne recevra le nom de rue Barbanègre ;
etc.
Article 17. — Notre ministre secrétaire d'État au département de l'Intérieur est chargé de l'exécution du présent décret.
Fait au palais de Fontainebleau, le 10 août 1868. »

## Bâtiments remarquables et lieux de mémoire

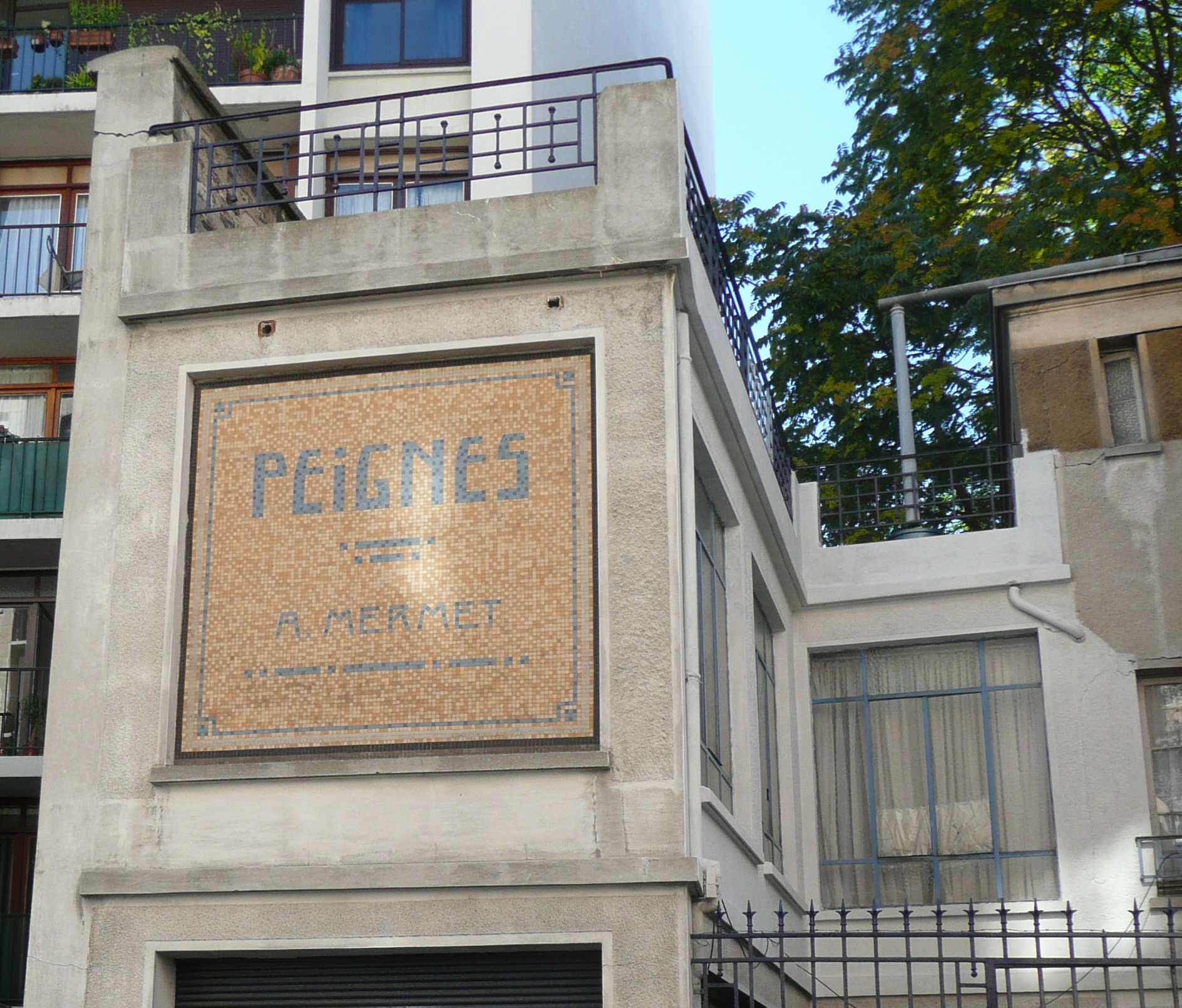
Enseigne en mosaïque au no 35.

- Cette rue a abrité diverses fabriques travaillant la corne des bovins des abattoirs (fabriques de peignes et cornes à chaussures…) dont il reste un atelier encore visible au no 35. Des magasins de passementeries, des ateliers de dentellières et une imprimerie dont l'enseigne est évocatrice du procédé typographique (image dans le miroir du mot « imprimerie ») complétaient l’activité de la rue.
- De l'autre côté des immeubles des numéros pairs se trouve une surface immense composée de hangars, une des dernières grandes surfaces à usage industriel de la capitale.
- Au no 3 se trouve le théâtre Clavel.
- Au no 7 se trouve le lycée technique Saint-Lambert.
- Au no 22 habitaient Ida Grinspan et sa famille.
- Au no 31 se trouve l'école privée Saint-Jean-Baptiste de Belleville[2].

### Autres projets
- Rue Clavel sur Commons